# Проспект Науки (Дніпро)
Проспект Науки в місті Дніпрі розташований у Соборному та Шевченківському адміністративних районах міста. Історична назва — вулиця Табірна — пов'язана з військовими таборами, що розташовувались уздовж цієї вулиці Катеринослава.
Розташована вздовж височини головного пагорба міста. Простягається від Соборної площі у Нагірній частині до Космічної площі.
Довжина проспекту — 4700 метрів. У другій половині проспекту, що забудовувалася після 1930-их років, на південь від Університету залізничного транспорту, посередині є широка клумба без пішохідної бульварної стежини всередині.

## Історія та архітектура
Вулиця була позначена на генеральному плані міста XVIII сторіччя. Вона починалася від Соборної площі та прямувала на південний захід, де проходила старовинним степовим козацьким шляхом на Січ, яким згодом проклали державну дорогу на Микитин Ріг (Нікополь).
Катеринославський царський військовий гарнізон розміщувався в таборах уздовж тієї вулиці, яку й прозвали Табірною. Особливо військові табори розрослися за часів Кримської війни. Тут розташувався військовий шпиталь (існує досі на території обласної лікарні імені Мечникова). Тоді тіла вбитих ховали на схід від Табірної вулиці на Севастопольському цвинтарі (нині Севастопольський парк). Після Кримської війни тут з'явилися вулиці Сімферопольська та Севастопольська.
Будівництво вздовж вулиці йшло повільно через складність організації водопостачання. Лише на початку XX століття Табірна вулиця сягнула сучасної Телевізійної вулиці.
Архітектурний комплекс Табірної вулиці у Нагірному й Табірному районах означився освітніми корпусами Металургійного, Хіміко-технологічного, Медичного й Транспортного інститутів у 1930-их роках. У той же період забудова Табірної вулиці дісталась вулиці Казакова (нині — Ніла Армстронга).
У 1950-их роках район продовжував активно забудовуватися приватними будинками викладачів інститутів. Тоді ж забудовувалися селища Перше Травня й Переможне, які є частиною Табірного району, що розбудовувався вздовж вулиці Табірна.
У 1960-их роках у південній третині проспекту звели 5-поверхівки перших «хрущовок», що виявилися невдалими через неспроможність тримати тепло. Той мікрорайон назвали Вузівським.
1961 року Табірну вулицю перейменували честь Юрія Гагаріна, першого радянського космонавта.
У 1970-их роках забудували Космічну площу, де проспект упирається в Запорізьке шосе. Цей район називають Підстанцією, від електричної підстанції, що була побудована для забезпечення міста електрикою. У той же період по вулиці Козакова розбудовують академічне містечко ДНУ. 1970 року вздовж проспекту збудували одразу чотири десятиповерхові студентські гуртожитки Дніпровської політехніки(№ 35а, 57, 59 й 61) між вулицею Глобинською та провулком Фурманова, на 771 місце кожен.
1978 року із Псковської області сюди було переведено Дніпропетровське вище зенітне ракетне командне училище ППО, що 1995 року було розформовано. Тоді тут розмістився Юридичний інститут.
У районі проспекту є велика кількість студентських гуртожитків. Також обабіч проспекту закладено парки: Севастопольський, Ботанічний сад, Гагаріна, Дубініна.
31 січня 2024 року Дніпровська міська рада перейменувала проспект Гагаріна на проспект Науки.

## Основні будівлі та об'єкти
- № 4 Національна металургійна академія України
- № 8 Український державний хіміко-технологічний університет
- Науково-дослідний та конструкторсько-технологічний інститут трубної промисловості, вулиця Писаржевського, 1а
- Інтерпайп, вулиця Писаржевського, 1а
- Дніпропетровський окружний адміністративний суд, вулиця Академіка Чекмарьова, 5
- Середня школа № 10, Бригадна вулиця, 10
- № 8а Нагірний (Табірний) ринок
- Севастопольський парк, Севастопольська вулиця, 13
- Лікарня УВС Дніпропетровської області, вулиця Погребняка, 15а
- № 26 Дніпропетровський державний університет внутрішніх справ
- № 26 Національний центр аерокосмічної освіти молоді ім. О. М. Макарова
- Дніпровський державний медичний університет, Севастопольська вулиця, 15, 17, 19
- Дніпровська Філія Національної Суспільної Телерадіокомпанії України, Телевізійна вулиця, 3
- Дніпропетровський міський телевізійний театр, творча студія, Телевізійна вулиця, 4
- Колишнє Дніпропетровське Обласне Радіо, вул. Івана Сірка 42
- № 95 Коледж електрифікації Дніпровського державного аграрно-економічного університету
- Дніпровський завод шахтової автоматики, вулиця Академіка Лазаряна, 3
- Дніпровський національний університет залізничного транспорту, вулиця Академіка Лазаряна, 2
- Середня школа № 79, вулиця Академіка Лазаряна, 7а
- Неповна середня школа № 11, вулиця Академіка Лазаряна, 2б
- Дніпровський ботанічний сад, Бронетанкова вулиця, 1а
- № 72 Дніпровський національний університет
- Парк Гагаріна
- № 103а Дніпровська філія «Київстар»
- Середня школа № 28, вулиця Володі Дубініна, 12
- Парк Володі Дубініна, Високовольтна вулиця, 4/1
- Середня школа № 20, Високовольтна вулиця, 30
- № 118 — філія № 5 Дніпровської міської бібліотеки[3][4]

## Перехресні вулиці
- проспект Дмитра Яворницького
- вулиця Академіка Чекмарьова
- вулиця Паторжинського
- вулиця Архітектора Олега Петрова
- Глобинська вулиця
- Феодосійська вулиця
- Медична вулиця
- провулок Героїв Крут
- вулиця Наукових працівників
- Телевізійна вулиця
- Університетський провулок
- вулиця Марії Кюрі
- Севастопольська вулиця
- вулиця Сірка
- вулиця Ласточкіна
- вулиця Лазаряна
- Бронетанкова вулиця
- вулиця Ніла Армстронга
- вулиця Піхоти Короля
- Болгарська вулиця
- вулиця Гордачі
- провулок Академіка Кримського
- Ірпінська вулиця
- Запорізьке шосе
- Космічна площа

## Громадський транспорт
- Трамваї: 1, 5.
- Тролейбуси: А, Б, 9, 16, 21.

## Мешканці
На проспекті мешкали:
- у будинку № 2, кв. № 12 — живописець Єгорова Ганна Володимирівна[5];
- у будинку № 12

- кв. № 22 — живописець Ховаєв Вячеслав Олександрович;
- кв. № 31 — живописець, графік Талєєв Олександр Матвійович;

- у будинку № 16, кв. № 3 — мистецтвознавець Богданова Людмила Володимирівна[8];
- у будинку № 73 — живописець Білополий Йосип Оксентійович[9];
- у будинку № 161, кв. № 9 — живописець Боровський Микола Степанович[10];
- у будинку № 173, кв. № 17 — скульптор Чеканьов Костянтин Іванович[11].